# Ирныкши
Ирныкши (баш. Ырныҡшы) — село в Ирныкшинском сельсовете Архангельского района Республики Башкортостан России.

## Географическое положение
Расстояние до:
- районного центра (Архангельское): 15 км,
- ближайшей железнодорожной станции (Приуралье): 21 км.

## Население
| 2002 | 2009 | 2010 |
| ---- | ---- | ---- |
| 498  | ↗513 | ↘447 |

Согласно переписи 2002 года, преобладающая национальность — русские (85 %).

## Религия
В селе есть православный Никольский храм.